# Charles Verlat
Michel Marie Charles Verlat (Antuérpia, 25 de novembro de 1824 – Antuérpia, 23 de outubro de 1890) foi um pintor belga. Ele foi pupilo de Nicaise de Keyser e também estudou na Academia Real de Belas Artes da Antuérpia.
Em 1866, Verlat foi nomeado diretor da "Weimar Saxon-Grand Ducal Art School", onde pintou alguns retratos como o do músico Liszt. Logo depois, retornou para Antwerp no ano de 1875 e visitou a região da Palestina, trazendo do local algumas pinturas, incluindo a obra Vox Populi . 